# Karstadt (Hannover)

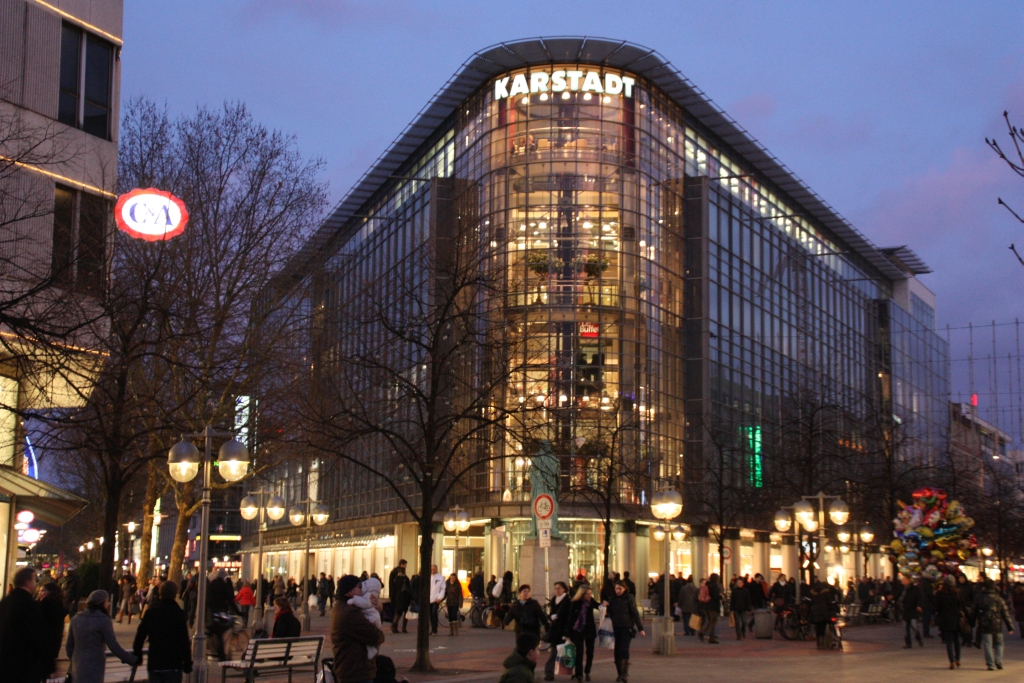
Abgerundete Glasfassade in der Fußgängerzone an der Georgstraße Ecke Schillerstraße, 2012

Karstadt in Hannover ist der Oberbegriff für verschiedene zur Warenhauskette Karstadt gehörige Einzelhandels- und Dienstleistungshäuser in der niedersächsischen Landeshauptstadt. Insbesondere das Haupthaus am Standort Georgstraße Ecke Schillerstraße im heutigen Stadtteil Mitte blickt auf eine wechselvolle Geschichte zurück. Im Oktober 2020 schloss mit ihm das letzte der hannoverschen Karstadt-Häuser.

## Geschichte

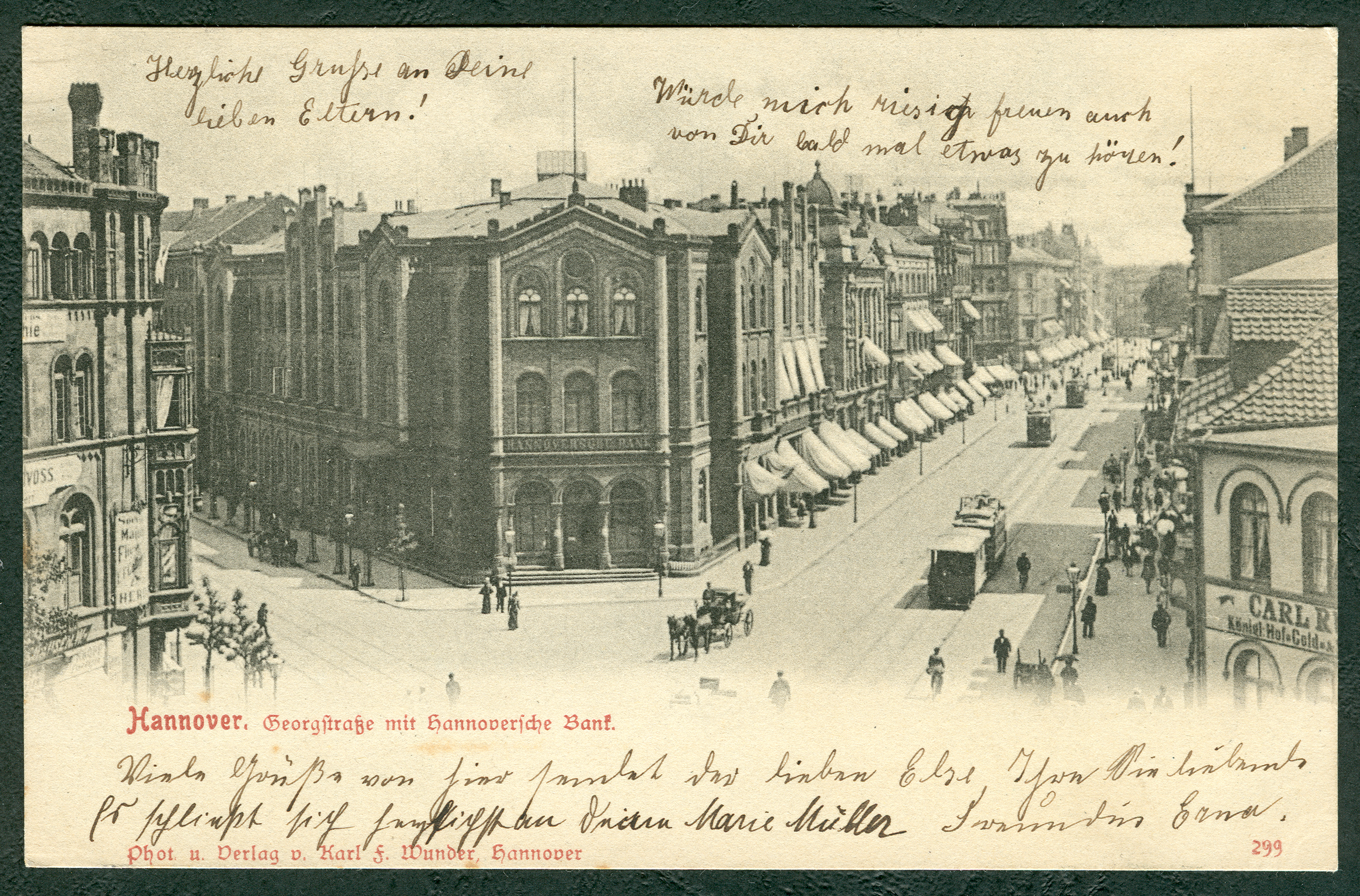
Das Vorgängergebäude der Hannoverschen Bank um 1898

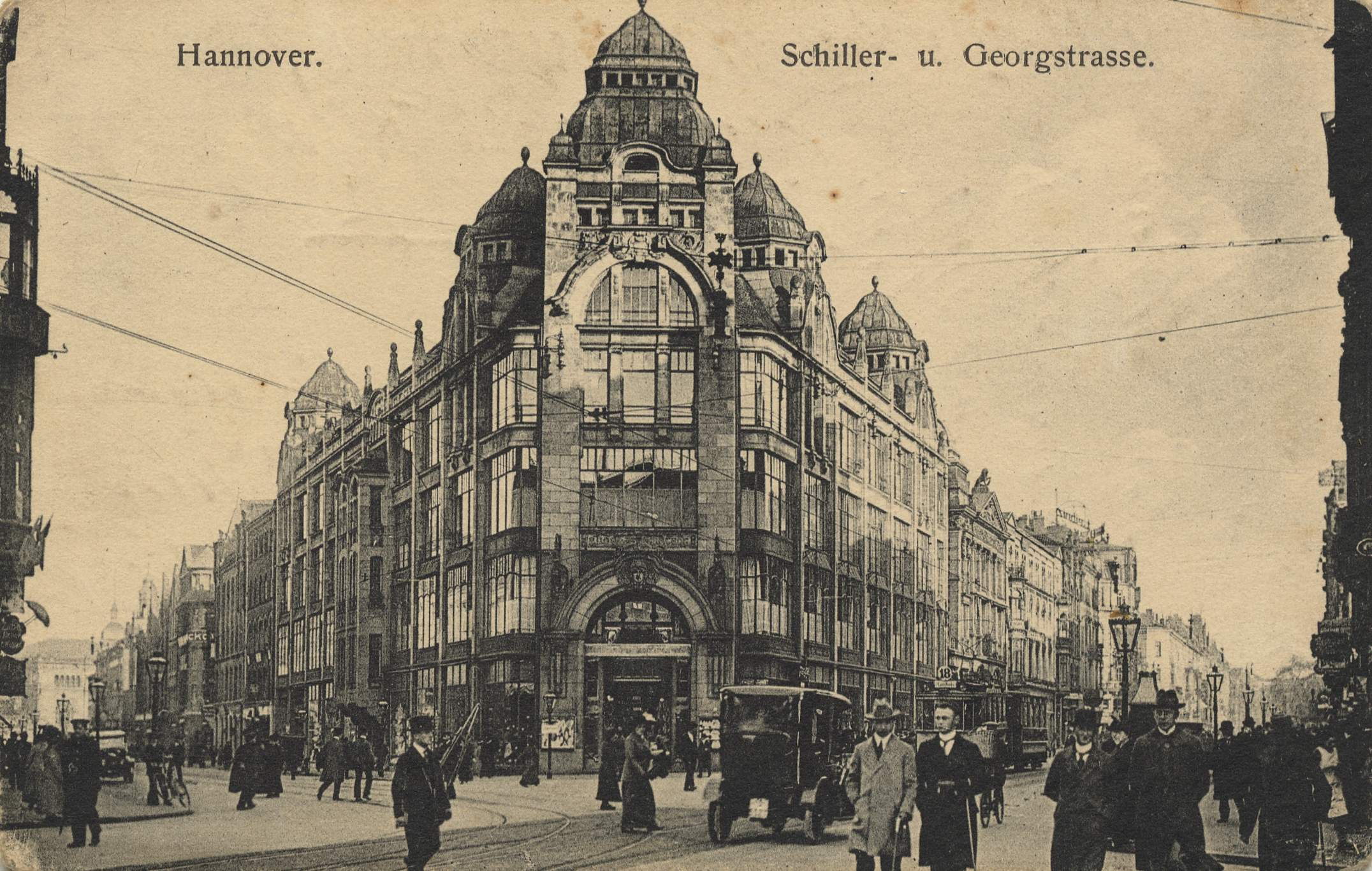
Das 1906 eröffnete Warenhaus

Nachdem Rudolph Karstadt 1881 in Wismar seinen ersten Unternehmens-Standort gegründet hatte, kaufte die Firma 1903 das ehemalige Gebäude der Hannoverschen Bank, die kurz zuvor in einen Neubau an den Georgsplatz umgezogen war. Karstadt ließ das alte Bankgebäude an der Georgstraße Ecke Schillerstraße abreißen und an dessen Stelle durch die Architekten Schröder und Friedrichs die 25. Karstadt-Filiale errichten. Als das Warenhaus 1906 eröffnet wurde, erwartete die Hannoveraner „Ein Kaufhaus, in dem es (fast) alles zu kaufen gab“, neben Bekleidung und Hausrat auch Möbel und Luxusartikel jeder Art. Außerdem bot eine „Erfrischungsecke“ der Kundschaft Möglichkeiten zum Ausruhen von der großen Angebotspalette. Noch 1913 bewarb die Geschäftsleitung das Haus als eines „der größten und schönsten Geschäftspaläste der Residenz“.
Nach dem Ersten Weltkrieg und dem Ende der Deutschen Hyperinflation in der Weimarer Republik führte die gestiegene Nachfrage der Kunden und der Wunsch nach einem größeren und weiter differenzierten Warensortiment zur Übernahme der Geschäftsräume des Warenhauses Eduard Bormaß an der Große Packhofstraße Ecke Heiligerstraße. 1929 fusionierte dort die Rudolf Karstadt AG mit der von der jüdischen Familie um Paul Lindemann begründeten Berliner Aktiengesellschaft Lindemann & Co. AG (Lico). Während das hannoversche Haupthaus an der Georgstraße sich nun auf Angebote für die „höhere“ Käuferschicht konzentrierte, sprach das Sortiment im Haus an der Großen Packhofstraße nun das breitere Publikum an.
Paul Lindemann, der nach der Fusion der beiden Aktiengesellschaften (AG) Karstadt und Lindemann Mitglied im Vorstand der größeren AG geworden war, wurde als Jude schon bald nach Beginn der Zeit des Nationalsozialismus aus seiner Position herausgedrängt und emigrierte 1934 aus Deutschland. So entging die Berliner Familie dem Terror und den Brandschatzungen der auch in Hannover durch die SS durchgeführten „Reichskristallnacht“ 1938 und den mitten im Zweiten Weltkrieg nach der durch die NSDAP durchgeführten Aktion Lauterbacher – der Ghettoisierung der hannoverschen Juden erst in die sogenannten Judenhäuser und die anschließenden Deportationen in die Vernichtungslager.
Durch die Luftangriffe auf Hannover 1943 wurden beide Karstadt-Häuser zerstört.

### Nachkriegszeit

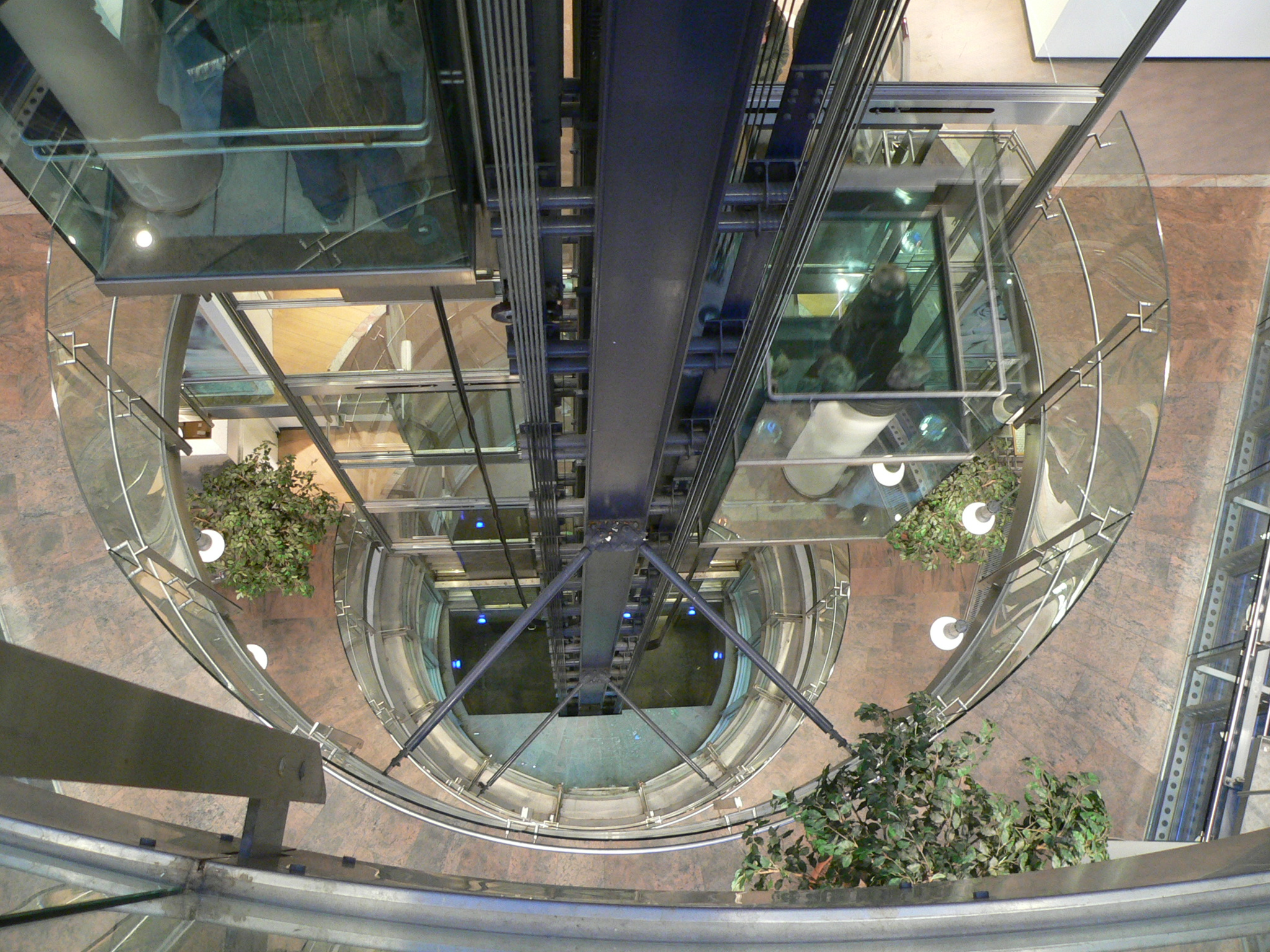
Blick durch den gläsernen Aufzugsschacht des Karstadt-Haupthauses, 2008

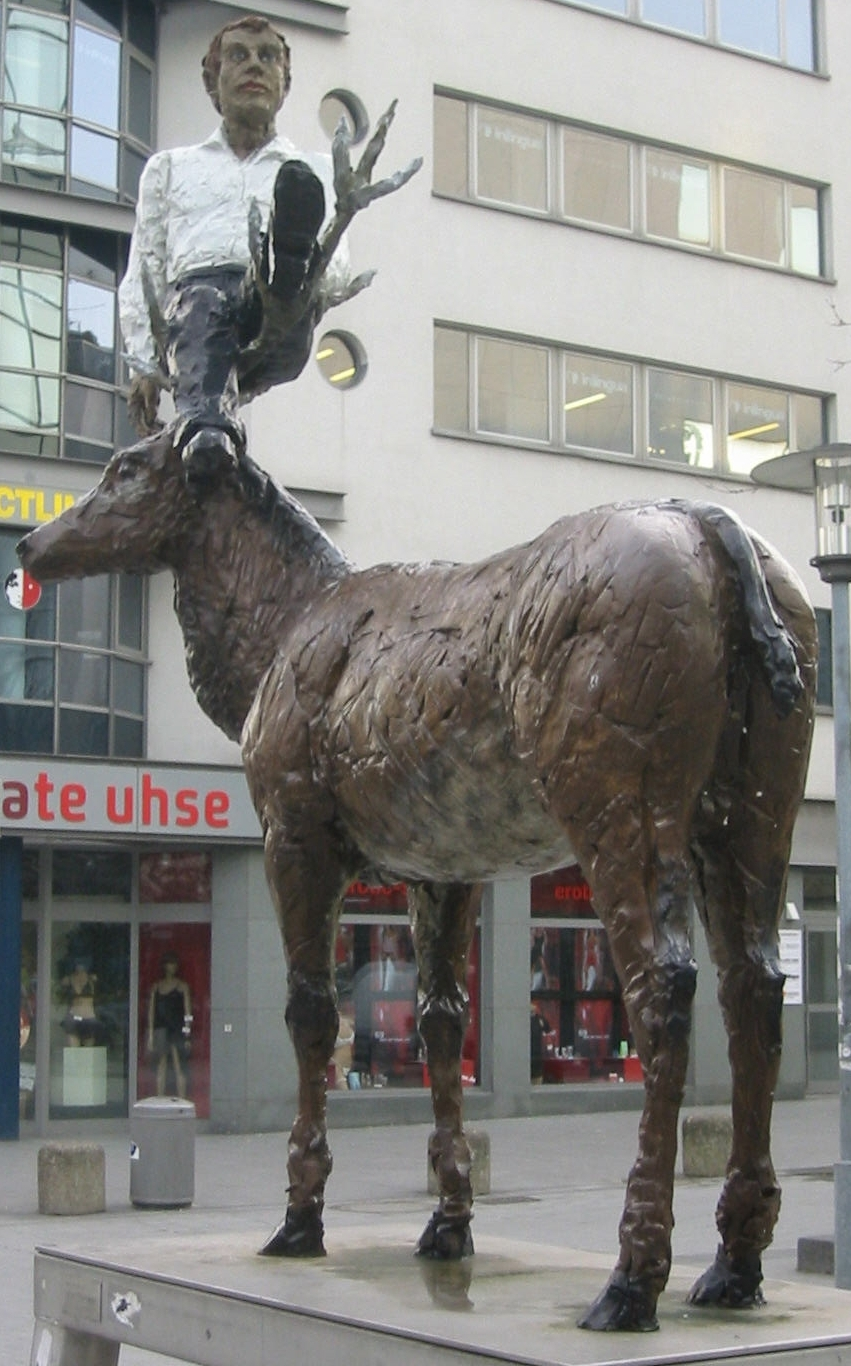
Der Mann mit Hirsch von Stephan Balkenhol am Andreaeplatz, 2002 vom Warenhaus Karstadt gestiftet

Nach dem Krieg wurde nach und nach zunächst das Warenhaus an der Georgstraße wiederaufgebaut. Das 1953 bis 1954 nach einem Entwurf des Architekten Christian Engler errichtete Gebäude wurde 1954 eröffnet unter dem Motto „Alles unter einem Dach“.
Ab der Mitte der 1970er Jahre expandierte das hannoversche Haus aufgrund fehlender Erweiterungsmöglichkeiten auf dem Grundstück des Hauptgebäudes, indem es verschiedene Spezialkaufhäuser an anderen Standorten errichtete. Diese Häuser, die ihre Angebote teilweise grundlegend änderten und teils auch wieder geschlossen wurden, hatten unterschiedliche Schwerpunkte:
- seit 1978: „Heim & Technik“ im Haus Große Packhofstraße Ecke Osterstraße;
- seit 1979: „Sport & Hobby“ im Haus Große Packhofstraße Ecke Heiligerstraße;
- 1995 bis 2008: Karstadt Bettenhaus an der Schillerstraße.[1]

Nachdem auch das Haupthaus 1995 umgebaut worden war und der „Schick“ der 1950er-Jahre-Fassade einer moderneren, größtenteils transparenten Glasfassade gewichen war, stiftete das Warenhaus Karstadt 2002 die farbig bemalte Bronzeplastik „Mann mit Hirsch“ des Künstlers Stephan Balkenhol am neu gestalteten sogenannten Andreaeplatz Ecke Schillerstraße.
Wegen der Wirtschaftskrise 2020 kündigte Galeria Karstadt Kaufhof an, die Filiale zu schließen. Die endgültige Schließung des 1906 eröffneten Hauses erfolgte am 17. Oktober 2020. 2024 wurden Pläne bekannt, das Hauptgebäude an der Georgstraße als Multi-Event-Haus durch Sportangebote, Gastronomie, Kino oder Universitätsinstitute nachzunutzen.

## Medienecho (Auswahl)
- Gunnar Menkens: Wundertüte Warenhaus / Dass der Standort überlebt, glauben Karstädter schon. Aber was bedeutet Sanierung? Ein Besuch im Warenhaus. In: Hannoversche Allgemeine Zeitung (HAZ) vom 22. August 2014;
  - unter dem Titel Handel / Was wird aus Hannovers Karstadt-Haus? ... für Abonnenten auch online, zuletzt abgerufen am 23. August 2014